# Vasile Ilucă
Vasile Ilucă (n. n. 3 octombrie 1936, comuna Pomârla, județul Botoșani – d. 18 februarie 2017) a fost un scriitor și pictor ieșean. A absolvit în 1976 Școala de Arte Iași, specialitatea pictură. Picturile sale au fost expuse în țară și în străinătate. La Casa Pogor din Iași a expus o serie de picturi cu tematică religioasă sub titlul „Athosul văzut din cer”. Ca scriitor de proză s-a remarcat prin publicarea a peste 30 de lucrări centrate pe orașul său mult iubit, Iași, și pe împrejurimile sale. Este autorul ilustrațiilor din cărțile sale dar și a unor ilustrații prezente în lucrările altor scriitori precum Constantin Ostap.
Printre realizările sale se mai remarcă titlul de președinte al Cenaclului de Arte Plastice Theodor Pallady din Iași timp de 25 de ani și apartenența la Fundația Ștefan Luchian din Botoșani ca membru de onoare. În radiodifuziune s-a remarcat prin colaborarea cu Radio Iași și realizarea serialelor radio „Prin Iașii din suflet” și „Țăranii lui Ilucă”.